# Barbara Lok
Barbara Lok (Zwartsluis, 12 januari 1971) is een Nederlandse zangeres. 
Ze zong als kind bij een gospelkoor. Tijdens haar studiejaren aan het conservatorium in Hilversum deed Lok praktijkervaring op als zij onderdeel uitmaakt van een Duitse meidengroep genaamd Valeries Garten. Na haar afstuderen in 1996 start zij met lesgeven aan diverse muziekscholen en ging  aan de slag als achtergrondzangeres bij Willeke Alberti.
In 2003 zong ze in de tweede voorronde van het Nationaal Songfestival het lied: Als twee vrienden. Ze ging hiermee niet door naar de finale. In 2005 had ze meer geluk met het lied Tranen in de stilte waarmee ze 9de werd in de finale van het Nationaal Songfestival.
In 2006 kwam haar eerste cd uit, getiteld Leef Nu, met daarop allemaal zelfgeschreven nummers. In 2011 volgde een tweede cd Barbara Lok genaamd.